# Prohimerta yunnanea
Prohimerta yunnanea är en insektsart som först beskrevs av Bei-bienko 1962.  Prohimerta yunnanea ingår i släktet Prohimerta och familjen vårtbitare. Inga underarter finns listade i Catalogue of Life.